# Leon Ałaszejew
Leon Ałaszejew (ur. 15 września 1889 w Zasławiu na Wołyniu,  zm. w kwietniu 1940 w Katyniu) – major lekarz Wojska Polskiego, doktor medycyny, ofiara zbrodni katyńskiej.

## Życiorys
Urodził się w rodzinie Maksymiliana, imię matki nieznane. Absolwent Wojskowej Akademii Medycznej w Petersburgu. Dyplom doktora medycyny uzyskał w 1913. Powołany do armii rosyjskiej. Skierowany na front. Od 1918 w Wojsku Polskim. Brał udział w wojnie 1920 r.
W okresie międzywojennym pozostał w wojsku. Pracował w szpitalach wojskowych w Baranowiczach i Tarnopolu. Następnie służył w Szefostwie Sanitarnym Okręgu Korpusu nr X. Przeniesiony do służby w linii, do 6 pułku ułanów, jako naczelny lekarz. Od 1930 w stanie spoczynku. Awansowany do stopnia majora w 1930, ze starszeństwem z dniem 1 stycznia 1919 i 12 lokatą w korpusie sanitarnym.
W czasie kampanii wrześniowej 1939 otrzymał przydział do 4 Szpitala Okręgowego. Po agresji ZSRR na Polskę dostał się do niewoli sowieckiej i osadzono go w obozie jenieckim NKWD w Kozielsku. W kwietniu 1940 został zamordowany przez funkcjonariuszy NKWD w Katyniu i tam pogrzebany, gdzie po 60 latach otwarto i poświęcono Polski Cmentarz Wojenny w Katyniu. W Lesie Katyńskim prowadzone były ekshumacje i prace archeologiczne. W 1943 odnaleziono jego powołanie wojenne, zaświadczenie ze starostwa, 1 list, kartę meldunkową oraz 1 medalik. Figuruje na liście wywózkowej LW 032/1 z 14 kwietnia 1940 oraz w wykazie z 7 czerwca 1943, poz. rej. 3278.

## Upamiętnienie
5 października 2007 minister obrony narodowej Aleksander Szczygło mianował go pośmiertnie na stopień podpułkownika. Awans został ogłoszony 9 listopada 2007 w Warszawie, w trakcie uroczystości „Katyń Pamiętamy – Uczcijmy Pamięć Bohaterów”.
7 czerwca 2009 we wsi Wiersze w gminie Czosnów zasadzono cztery „Dęby Katyńskie” ku czci zamordowanych w Katyniu oficerów Wojska Polskiego: ks. kapelana ppłk. Antoniego Aleksandrowicza, ppłk. Stanisława Bilmina, mjr. Stanisława Adamskiego i mjr. w st. sp. Leona Ałaszejewa.
Jest jednym z 305 lekarzy pochowanych na Polskim Cmentarzu Wojennym w Katyniu i upamiętnia go tabliczka epitafijna nr 25. 